# N1-メチルシュードウリジン
N1-メチルシュードウリジン（英: N1-Methylpseudouridine, 略号 m1Ψ）はアーキアのtRNA成分に自然に見られるほか、生化学においてin vitroトラスクリプションのための合成ピリミジンヌクレオシドとして用いられ、 SARS-CoV-2に対するmRNAワクチン、トジナメラン(ファイザー-バイオンテック)およびエラソメランにも含まれる。

## 物性
N1-メチルシュードウリジンはシュードウリジンのメチル化誘導体である。in vitro 転写やRNAワクチンの製造に用いられる。脊椎動物においては、ウリジンにくらべて自然免疫系への刺激が顕著に小さいが、転写はむしろより強い。タンパク質生合成においては、ウリジンと同じように読みこまれ、比較的高いタンパク質収率を与える。シュードウリジンの化学的メチル化により製造される。
シュードウリジンはA以外の塩基ともゆらぎ塩基対を形成できるが、新型コロナウイルス感染症(COVID-19)に対するmodRNAワクチンを検証する過程でウリジンをすべてN1-メチルシュードウリジンに置き換えた場合でも忠実なタンパク質産生が観察されている。
Mulroneyらによるより最近の論文では、N1-メチルシュードウリジンはリボソームフレームシフトを起こしやすいslippery sequenceを作りうることが示された。この問題はslippery sequenceを同義コドンで置き換えることにより容易に回避できる。フレームシフトにより引き起こされるmRNAワクチンの安全性上の問題は知られておらず、効果への影響も示されていない。Mulroneyらによる論文では、Bnt162b2を接種されたマウスは、フレームシフトをほぼおこさないことが知られるVaxzevriaを接種されたマウスよりもインフレームスパイク蛋白質に対するT細胞反応が大きいことが示された。ヒトドナー中ではT細胞によるフレームシフトペプチドの認識度合いは大きくばらつき、フレームシフトの起こる度合いも大きくばらついているであろうことが示唆された。フレームシフト産物はタンパク質産生においてはまれだがよく知られた事象であり、ウイルス感染時にも起こることであり免疫系によって標的とされうる配列を生じうることは重要である。さらに、ファイザー-バイオンテック社とモデルナ社のCOVID-19ワクチンのヌクレオチド配列レベルの相違は大きいにもかかわらず、両ワクチンの安全性プロファイルは類似していることから、フレームシフトがワクチンの安全性プロファイルに有意な影響を及ぼしている可能性は低いと考えられる。

## 歴史
2016年、リボヌクレオシドからヌクレオシド三リン酸を合成する大規模合成法が報告された。
2017年から2018年にかけて、これを含むジカ 、HIV-1、インフルエンザ、エボラ:5に対するワクチンが治験された。